# Eagle (Lincolnshire)
Eagle – wieś w Anglii, w hrabstwie Lincolnshire, w dystrykcie North Kesteven, w civil parish Eagle and Swinethorpe. Leży 12 km na południowy zachód od Lincoln i 191 km na północ od Londynu.
W 1921 civil parish liczyła 371 mieszkańców. Eagle jest wspomniana w Domesday Book (1086) jako Ac(he)lei/Acley/Akeley/Aycle.